# La Pitiona
La Pitiona är en ort i Mexiko.   Den ligger i kommunen Heroica Ciudad de Ejutla de Crespo och delstaten Oaxaca, i den sydöstra delen av landet, 400 km sydost om huvudstaden Mexico City. La Pitiona ligger 1 480 meter över havet och antalet invånare är 143.
Terrängen runt La Pitiona är kuperad åt sydost, men åt nordväst är den platt. Terrängen runt La Pitiona sluttar västerut. Runt La Pitiona är det ganska tätbefolkat, med 65 invånare per kvadratkilometer. Närmaste större samhälle är Ejutla de Crespo, 4,4 km norr om La Pitiona. Trakten runt La Pitiona består i huvudsak av gräsmarker.